# La Poupée de la couturière
La Poupée de la couturière (The Dressmaker's Doll) est une nouvelle de genre fantastique écrite par Agatha Christie.
Initialement publiée en décembre 1958 dans la revue Woman's Journal au Royaume-Uni, cette nouvelle a été reprise en recueil en 1961 dans Double Sin and Other Stories aux États-Unis. Elle a été publiée pour la première fois en France dans le recueil Allô, Hercule Poirot en 1971.

## Personnages
- La Poupée
- Sybil Fox : propriétaire du salon de couture.
- Alicia Coombe : copropriétaire du salon de couture.
- Margaret : salariée du salon de couture.
- Mme Groove : salariée du salon de couture.
- Elspeth : salariée du salon de couture.
- L'enfant dans la rue.

## Résumé
Au sein d'un salon de couture, il y a une poupée. Nul ne l'a vue arriver et nul ne sait depuis quand elle est là. Petit à petit, la poupée colonise certaines parties de l'espace du salon de couture : un jour c'est tel divan, un autre jour c'est une chaise, puis le bureau de direction, etc. Des lunettes disparaissent : on les retrouve sous la poupée.
Au fil des semaines, la situation devient de plus en plus stressante pour les membres du salon de couture. La poupée semble douée de volonté et capable de se déplacer seule. La décision est prise de l'enfermer dans une pièce. Cette pièce est fermée à clef. Trois semaines après, on rouvre la pièce : si la poupée est là, elle semble avoir changé de position. On referme la porte à clef. 
Le lendemain, on retrouve la poupée dans le salon d'essayage : elle « s'est échappée » de la pièce ! Terrifiée, Alicia Coombe prend la poupée et la jette dans la rue. Une enfant vêtue de haillons, qui passe à ce moment-là, prend la poupée. Quand Alicia décide de reprendre la poupée, l'enfant veut à tout prix la garder et lance à l'adulte : « Elle est à moi. Je l'aime. Vous, vous ne l'aimez pas ! Vous la détestez ! Elle veut être aimée ! ».

## Publications
Avant la publication dans un recueil, la nouvelle avait fait l'objet de publications dans des revues :
- en décembre 1958, au Royaume-Uni, dans la revue Woman's Journal[1] ;
- en juin 1959, aux États-Unis, dans le no 187 (no 6, vol. 33) de la revue Ellery Queen’s Mystery Magazine[2] ;
- en juin 1972, au Royaume-Uni, dans le no 6 du vol. 33) de la revue Argosy[3].

La nouvelle a ensuite fait partie de nombreux recueils :
- en 1961, aux États-Unis, dans Double Sin and Other Stories[1] (avec 7 autres nouvelles) ;
- en 1971, en France, dans Allô, Hercule Poirot (avec 5 autres nouvelles) ;
- en 1979, au Royaume-Uni, dans Miss Marple's Final Cases and Two Other Stories[1] (avec 7 autres nouvelles) ;
- en 2001, en France, dans Miss Marple tire sa révérence (adaptation du recueil britannique de 1979).